# Et gran salt
|  | For andre betydninger af Gran, se Gran |
"Tage med et gran salt" er et udtryk, der betyder, at man skal være skeptisk eller forbeholdent overfor noget. Det er en ordret oversættelse fra det latinske udtryk Cum grano salis.
Begrebets latinske oprindelse indebærer, at udtrykket er anvendt på en række sprog, eksempelvis engelsk: "Grain of salt" og svensk: "En nypa salt".
Et gran skal ikke forveksles med et gram. Et gran kan dog også betegne en vægtenhed svarende til 0,0651 gram.